# Apis mellifera woyigambella
La abeja de Etiopía  (Apis mellifera woyigambella) es una subespecie de abeja doméstica descrita recientemente (Amssalu et al., 2004); su nombre deriva de la contracción de dos localidades, Woyito y Gambela (Itang), del idioma amhárico en Etiopía.
Ocupa tierras con vegetación espinosa y bosque tropical. Preferentemente en altitudes menores a 1000 m s. n. m., alcanzando como máximo los 2000 m s. n. m. Preferiblemente con rangos de temperaturas medias entre los 18 a 30 °C, preferentemente con una media de 20 a 25 °C. Con precipitaciones medias entre los 1000 y 1300 mm anuales. Esta subespecie se diferencia de otras por ocupar hábitats ecológicos diferentes en Etiopía.
Fue descrita originalmente como A. m. woyi-gambella, pero en 2006, Engel le da un nuevo nombre trinomial, Apis mellifera woyigambella, porque el Código Internacional de Nomenclatura Zoológica no permite el uso de signos tipográficos (como el guion) en los nombres científicos. 